# Brännboll
 (octobre 2015).
Si vous disposez d'ouvrages ou d'articles de référence ou si vous connaissez des sites web de qualité traitant du thème abordé ici, merci de compléter l'article en donnant les références utiles à sa vérifiabilité et en les liant à la section « Notes et références ».
Le brännboll (prononcé ne suédois : /brɛnːbɔlː/ ; en norvégien : brennball ou slåball ; en danois : rundbold) est un jeu similaire au rounders, au baseball, au lapta et pesäpallo joué à niveau amateur en Suède, Norvège, au Danemark et en Allemagne, la plupart du temps dans des champs ou des parcs publics, mais il fait également partie du programme d'éducation physique.
Le nom est dérivé de l'acte d'attraper un joueur entre deux bases à la fin d'un tour au bâton, comme au baseball. Le championnat du monde, appelé « Brännbollscupen », est un événement annuel dans la ville suédoise de Umeå.

## Règles
Les règles du brännboll peuvent varier selon les différents instances et il n'y a pas d'organe directeur. Néanmoins, voici quelques règles et normes couramment acceptées.
À l'inverse du baseball et du cricket, il n'y a pas de lanceur, mais le batteur se jette ou fait rebondir la balle (généralement une balle de tennis) et la frappe avec sa batte. 
La taille ou la largeur du champ de frappe est généralement délimitée par des éléments naturels tels que des arbres etc. Le positionnement des joueurs est arbitraire, quoique souvent ajusté en fonction des capacités de l'équipe adverse.
Une fois que le batteur frappe la balle avec succès, il lâche sa batte et entame son tour via les quatre bases (généralement dans le sens antihoraire), tandis que l'équipe adverse tente de renvoyer la balle au lanceur-receveur positionné à la base de sortie (« brännplatta »), qui annonce la fin du tour au bâton par « out » (bränd « brûlé ») une fois qu'il ait reçu la balle. Si un joueur est pris entre deux bases en fin de parcours, il recule soit à la dernière base ou à la première base (selon les règles locales) et l'équipe du lanceur marque un point. Si un batteur échoue au bâton après trois tentatives autorisées, il se déplace vers la première base et continuera son tour lors du prochain batteur.
Il n'y a pas de limites au nombre de joueurs à chaque base. Si aucun des joueurs de l'équipe battante ne parvient à atteindre la quatrième base (et ainsi regagner la file d'attente) et qu'il n'y ait plus de batteurs dans la file d'attente, l'équipe interne est pris en défaut (« utebrända ») et en fonction des règles locales des points supplémentaires peuvent être attribués à l'équipe adverse.
Des changements de côtés sont effectués à des intervalles de temps prédéterminés.